# بودجوفيوريتو
بودجوفيوريتو (بالإيطالية: Poggiofiorito)‏ هي بلدية في مقاطعة كييتي في إقليم أبروتسو الإيطالي.

## السكان
في سنة 1861 بلغ عدد السكان 758 نسمة، وتطور العدد ليصل في سنة 2011 لـ 943 نسمة.
يظهر هذا المخطط البياني تطور النمو السكاني لـ بودجوفيوريتو